# Ditotrunan
Ditotrunan is een bestuurslaag in het regentschap Lumajang van de provincie Oost-Java, Indonesië. Ditotrunan telt 6144 inwoners (volkstelling 2010).